# Sanatorium Fürth

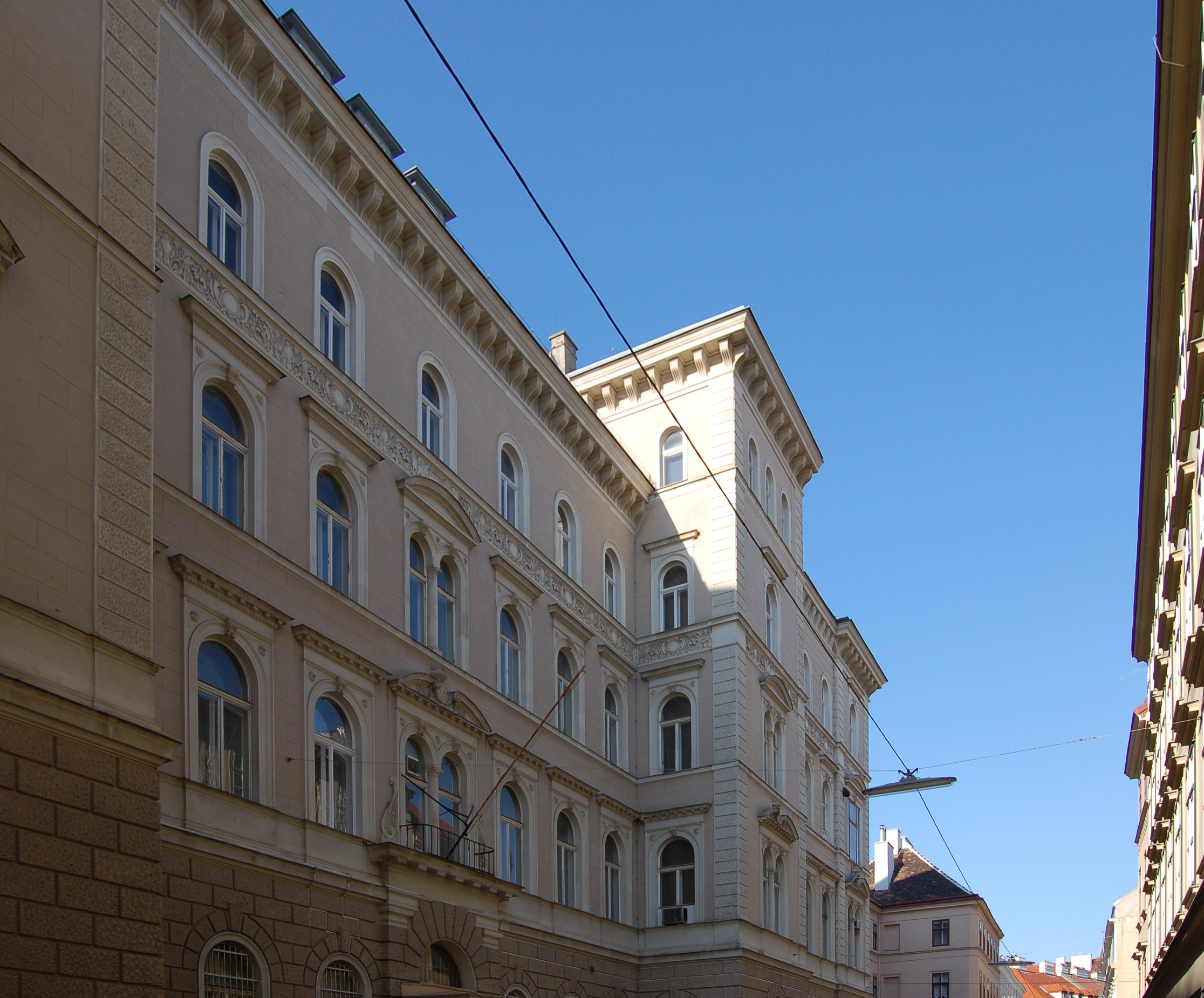
Gebäude Schmidgasse 12–14

Das Sanatorium Fürth ist ein 1887 im Wiener Bezirk Josefstadt nach Plänen des Schweizer Architekten Hans Wilhelm Auer errichtetes denkmalgeschütztes (Listeneintrag) Gebäude, das bis zum Jahre 1938 als Sanatorium genutzt wurde.

## Bau
Der viergeschoßige Bau im Neorenaissancestil wurde vom kaiserlichen Rat Albin Eder, der den Vorgängerbau 1886 gekauft hatte, 1887 in der Schmidgasse 12 im Wiener Bezirk Josefstadt nach Plänen von Hans Wilhelm Auer errichtet und 1892 erweitert.
Auffällig sind turmartige vorspringende Seitenrisalite mit kräftigen Konsolgesimsen. Das Erdgeschoß ist rustiziert ausgeführt, die Obergeschoße weisen eine Putzquaderung und Rundbogenfenster mit Rahmungen im Neorenaissancestil auf. Die Portalfenstergruppe besitzt seitliche Voluten und gesprengte Giebel. Der Anbau zur Buchfeldgasse hat einen betonten Seitenrisalit. Um das polygonale Foyer verläuft eine Empore mit Eisengitter, die auf Pfeilern und Arkaden ruht.
Das Gebäude verfügte nach der Erweiterung über 54 Zimmer, zwei Operationssäle und ein Röntgeninstitut. Die Liegenschaft hatte eine Fläche von 2850 m², davon 1142 m² überbaut, und verfügte über Höfe und Gärten.

## Geschichte

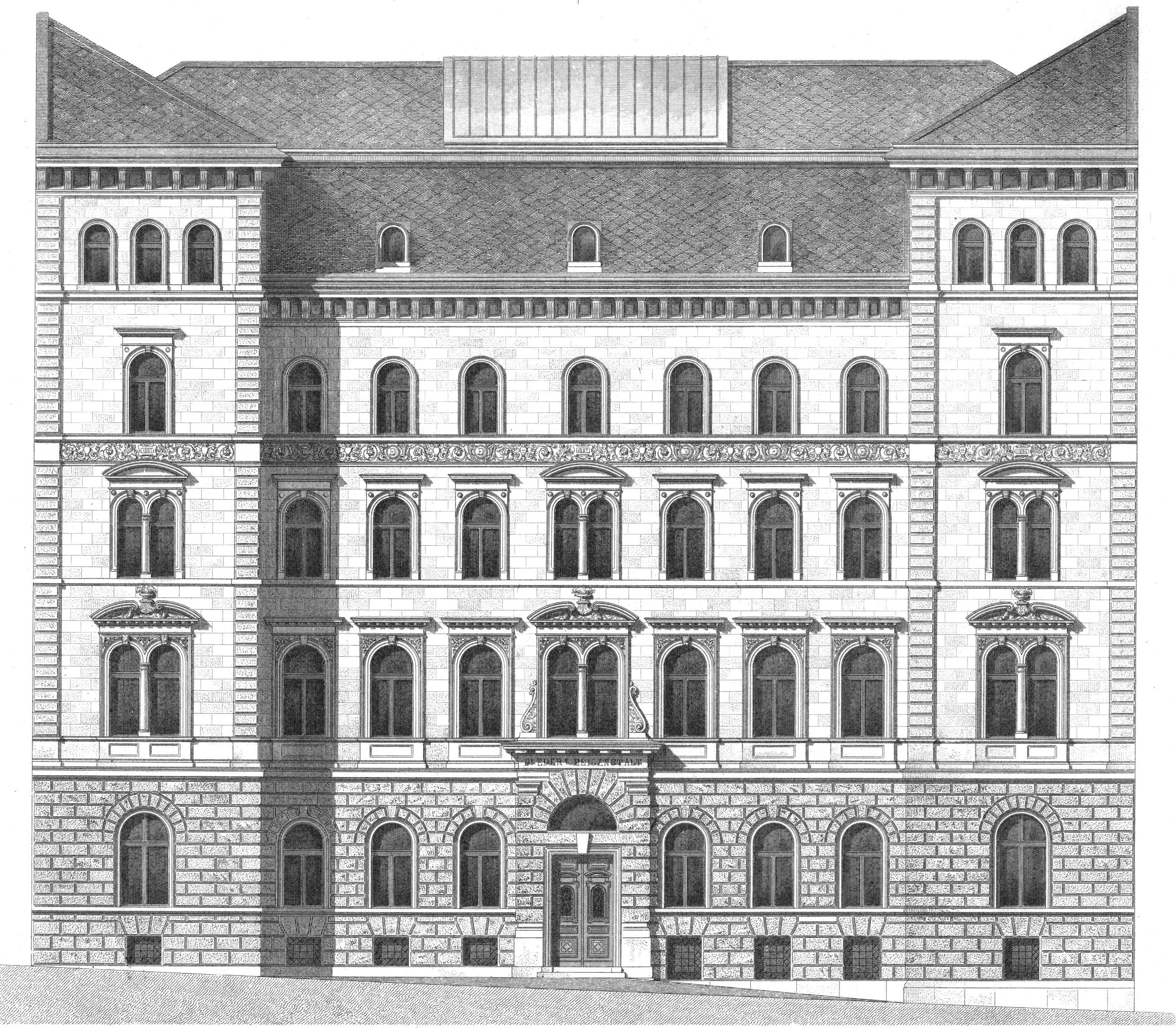
Fassade 1888

Das Bauwerk wurde zunächst als Privatanstalt des kaiserlichen Rathes Dr. Albin Eder genutzt. Über 1200 Patienten wurden pro Jahr behandelt. Seinen späteren Namen erhielt das Gebäude nach dem mit Sigmund Freud befreundeten Arzt Julius Fürth (1859–1923), der es 1895 gekauft, erweitert und als Sanatorium für Chirurgie, Gynäkologie, Geburtshilfe und Interne betrieben hatte. Das Sanatorium wurde Wiens bedeutendste private Geburtsklinik des jüdischen Bürgertums. Nach dem Tod von Julius Fürth im Jahr 1926 ging das Sanatorium auf seinen Sohn Lothar über.
Am 2. April 1938, nach dem Anschluss Österreichs, wurde dieser gezwungen, den Bürgersteig vor seinem Sanatorium im Rahmen einer Reibpartie zu reinigen. Fürth ertrug diese Erniedrigung nicht und beging gemeinsam mit seiner Frau am 3. April 1938 Suizid. Er hinterließ ein Testament, nach dem seine Schwiegereltern Ida und Emil Beständig zu Erben aufgerufen werden sollten. Diese traten das Erbe jedoch nicht an, so dass die gesetzliche Erbfolge zum Tragen kam. Alle möglichen Erben galten jedoch gemäß den Nürnberger Rassegesetzen als Juden und traten das Erbe ebenfalls nicht an.
Am 1. Mai 1938 beanspruchte die Wehrmacht die Liegenschaft für ihre Zwecke, so dass das unter Leitung von Franz Neuhauser zunächst fortgeführte Sanatorium am 7. Juli 1938 schloss und die Wehrersatzinspektion Wien am 25. August 1938 das Gebäude bezog. Ein von den Nationalsozialisten bestellter Nachlassverwalter verkaufte das Sanatorium am 27. März 1939 für 310.000 Reichsmark an das Deutsche Reich.

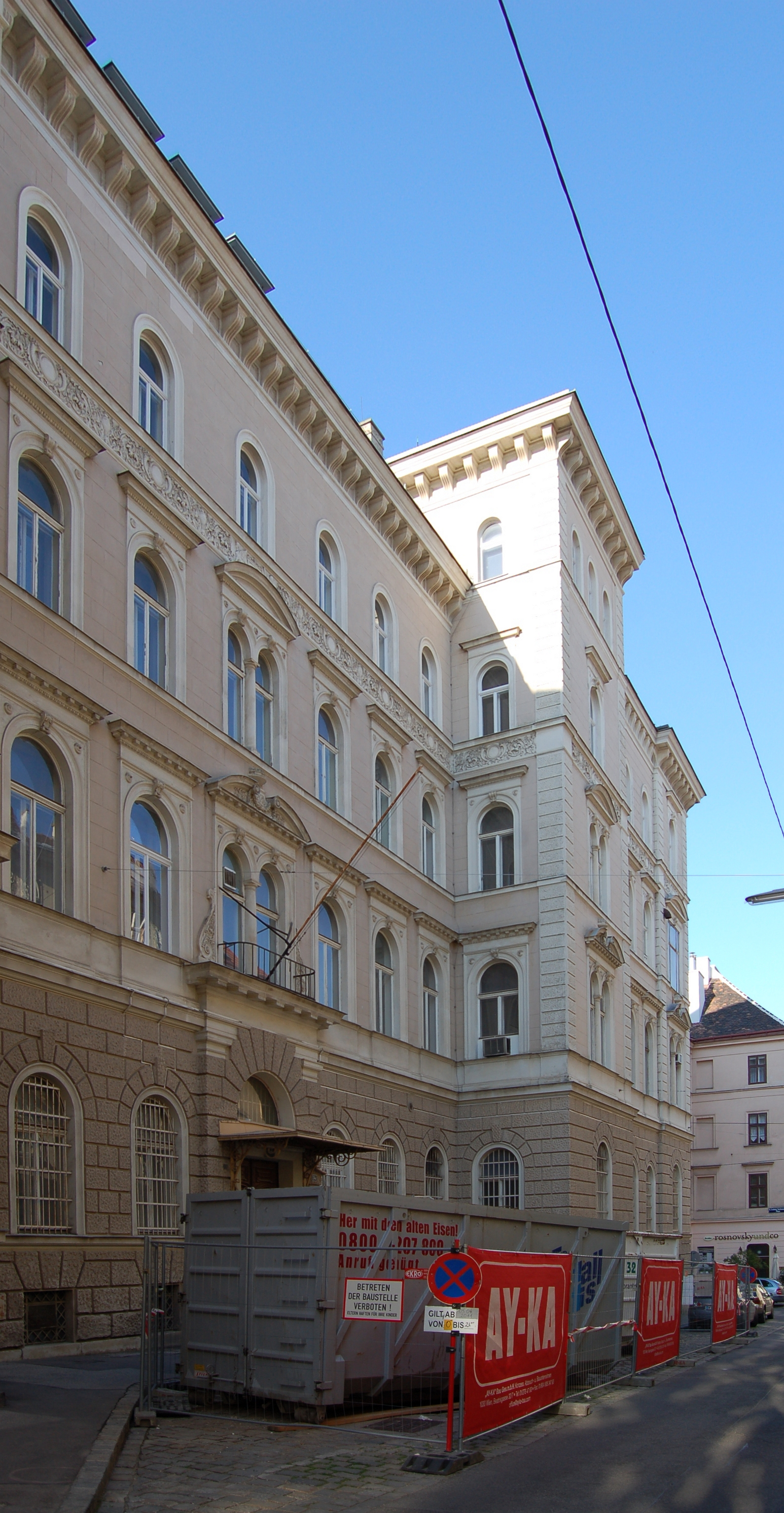
Umbaumaßnahmen 2011

1945 wurde das Gebäude zunächst von den US-amerikanischen Besatzungsbehörden beschlagnahmt und aufgrund des österreichischen Staatsvertrages 1948 der Republik Österreich übertragen. Diese vermietete das Gebäude bis 2007 an das Außenministerium der Vereinigten Staaten. Die Sammelstelle für erbloses Vermögen zog im Zuge eines Vergleiches zwischen ihr und der Republik Österreich und Zahlung eines Betrages von 700.000 Schilling als Abfindung 1966 ihren 1960 gestellten Antrag auf Rückstellung der Liegenschaft zurück.
Die Erben Lothar Fürths waren von den Restitutionsgesetzen der Nachkriegszeit ausgeschlossen, da nur direkte Verwandte Anträge stellen durften und der von Fürth eingesetzte Testamentsvollstrecker nicht als Rechtsnachfolger Lothar Fürths anerkannt wurde. Erst das von der Republik im Jahre 2001 erlassene Entschädigungsfondsgesetz erlaubte es den Erben, einen Antrag zu stellen. Dies tat dann der in Prag lebende und aus der Familie Fürth stammende Journalist Stephan Templ im Namen seiner Mutter. Der Restitutionsfall Sanatorium Fürth machte weltweit Schlagzeilen, als Templ zu einer dreijährigen unbedingten Haftstrafe verurteilt wurde. Ihm wurde vom Gericht vorgeworfen, im Antrag zur Restitution eine Tante nicht genannt und somit die Republik Österreich geschädigt zu haben. Auch nachdem während der Haftzeit von Templ ausgefüllte Restitutionsanträge, in denen er seine Tante insgesamt sechsmal nannte, auftauchten, lehnte das Gericht eine Haftentlassung Templs genauso ab wie eine Aufhebung des Urteilsspruches. Erst am 15. November 2005 empfahl die Schiedsinstanz des österreichischen Allgemeinen Entschädigungsfonds die Naturalrestitution, die 2009 und 2010 zu einer Eigentumsübertragung an eine aus 39 Mitgliedern bestehende Erbengemeinschaft führte. Diese verkaufte die Liegenschaft im Jahr 2010 an die Entwicklungsgesellschaft „Schmidgasse 14“, die das Gebäude in ein Wohngebäude umbauen ließ.
Ein Stolperstein, der mit der Aufschrift Zum Gedenken an Susanne und Lothar Fürth. Stellvertretend für alle, die durch Erniedrigungen und Verzweiflung in den Selbstmord getrieben wurden. an das Schicksal der Eheleute Fürth erinnern soll, ist vor dem Eingang des Hauses angebracht.